# 反体制軍(仮)
反体制軍 (仮)(はんたいせいぐんかっこかり)とは、DDTプロレスリングの高木三四郎と高尾蒼馬を中心に結成されたユニットである。
反体制らしい出立と佇まいを見せ、高尾は新日本プロレス所属の中邑真輔がボマイェを浴びせる前の動きをしている。尚2人とも刺青を施している。
鶴見亜門GM率いる体制軍との対戦が主となっている。

## 概要
1月29日後楽園大会、初タッグを結成した。
2月19日後楽園大会、同じ反体制の越中詩郎、青柳政司を助っ人に呼んだ。
3月11日後楽園大会、ヤス・ウラノ&火野裕士のCring WolfからKO-Dタッグ王座奪取した。そして、その日に行われたガッツワールド北千住大会に殴り込み口言していた通り同王座初防衛に成功した。
3月17日STYLE-Eの西調布大会でもKO-Dタッグ選手権試合を行い、2度目の防衛に成功した。
3月18日新木場大会、高木三四郎がマサ高梨とKO-D無差別級王座次期挑戦者決定戦で対戦し、それに勝利。4月1日後楽園大会でKO-D無差別級選手権試合、王者男色ディーノvs高木が決定した。
3月20日博多大会、男色ディーノ&KUDOを相手にKO-Dタッグ王座3度目の防衛に成功した。
4月1日後楽園大会、男色ディーノを下し、KO-D無差別級王座を奪取したが、前試合でマサ高梨が同王座いつでもどこでも挑戦権を獲得した事により、試合後高梨が乱入しベルトを奪われてしまい、高木政権は2分4秒で幕を閉じてしまった。
4月8日新木場大会、彰人&福田洋を相手にKO-Dタッグ王座4度目の防衛に成功するが、直後に同じ組み合わせでほもいろクローバーZと敗者ユニット解散マッチで敗れ解散。
しかし、直後に高木と高尾は新ユニット「nWJ（new World Japan）」を結成した。それも2012年9月に他のユニットとともに解散させられた。

## メンバー
- 高木三四郎
- 高尾蒼馬
- 越中詩郎
- 青柳政司

## 獲得タイトル
- 高木三四郎
  - 第39代KO-D無差別級王座(防衛回数0)
- 高木三四郎&高尾蒼馬
  - 第42代KO-Dタッグ王座(防衛回数4)